# Puerto Plata (stad)
Puerto Plata (officieel: San Felipe de Puerto Plata) is een plaats in de Dominicaanse Republiek, gelegen aan de noordkust op de Atlantische Kustvlakte. Het is de hoofdstad van de gelijknamige provincie. De gemeente heeft 163.000 inwoners. Door Puerto Plata loopt het beschermde natuurgebied Carretera Santiago-La Cumbre-Puerto Plata van 21 km², IUCN-categorie VI, ecosysteem.

## Bestuurlijke indeling
De gemeente bestaat uit drie gemeentedistricten (distrito municipal):
Maimón, San Filipe de Puerto Plata en Yásica Arriba.

## Geschiedenis
Puerto Plata werd gesticht in 1495 door Bartholomeo, de broer van Columbus.

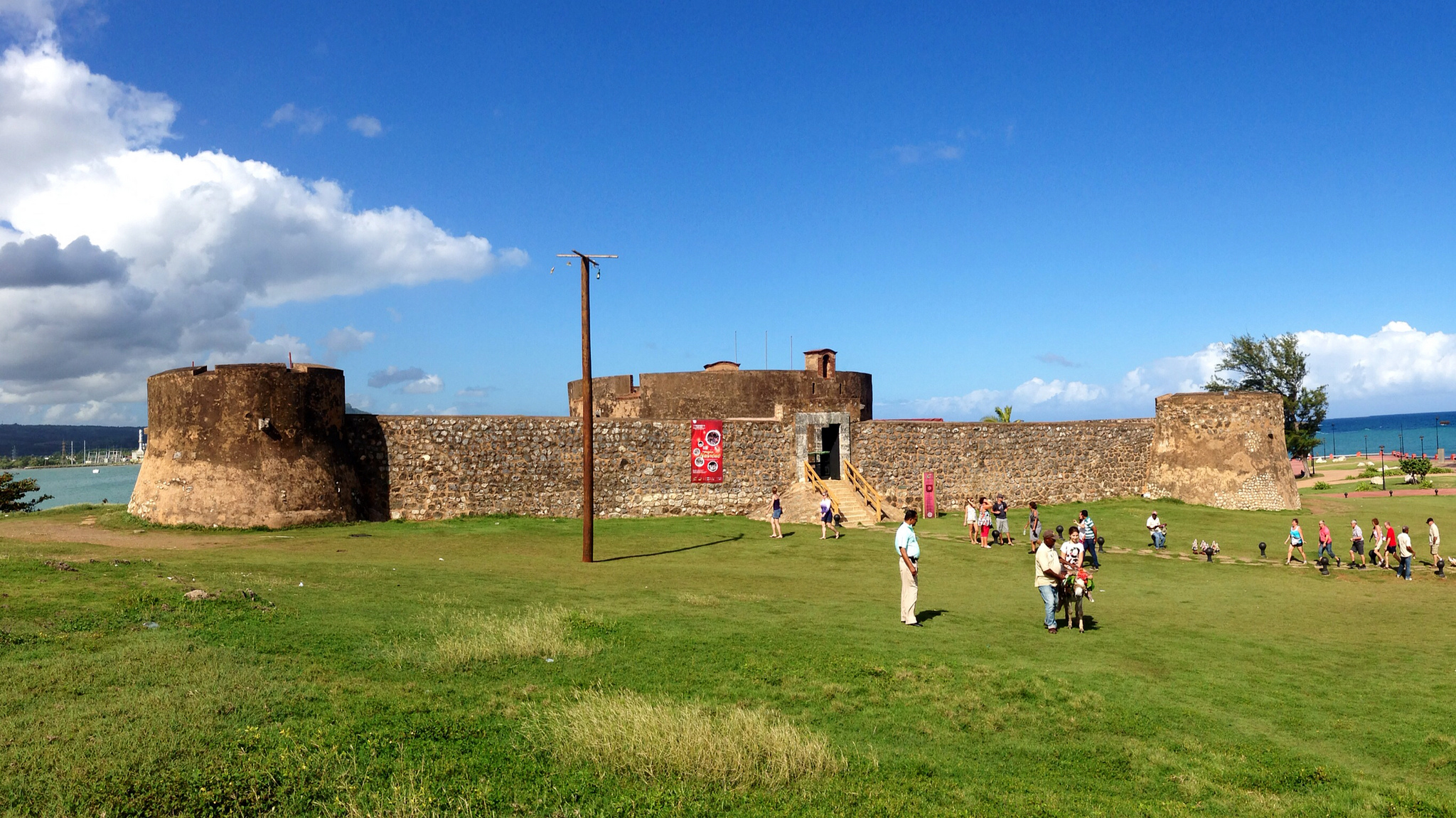
Fort San Filipe

De stad heeft in de geschiedenis van de Dominicaanse Republiek een belangrijke rol gespeeld en is een plaats met een sterke militaire achtergrond en fortificatie.
Fortaleza San Felipe is gebouwd bij de ingang van de haven Puerto de Puerto Plata waar ook de rivier Rio San Marcos uitstroomt.

## Toerisme

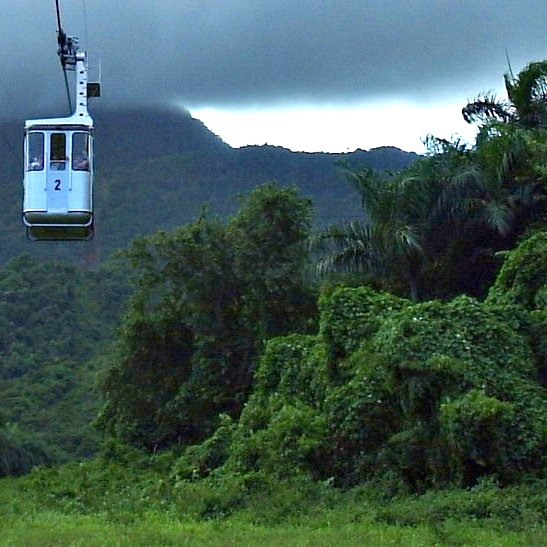
De kabelbaan

- De resorts in de buurt van de stad trekken veel Europees toerisme.
- In Puerto Plata bevindt zich de eerste kabelbaan (teleférico) in het Caribisch gebied. Via deze kabelbaan kan men naar de top van de Isabel de Torres gaan waar men het hele gebied rond de stad kan overzien.
- Er is ook een mooie plantentuin met wandelpaden.
- De kuststrook 'Costa de Ámbar' ten westen van Puerto Plata heeft die naam gekregen door de vele barnsteenmijnen in de buurt. Het is een lange kustlijn met zandstrand die door veel Dominicanen wordt bezocht. De bomen op het strand geven bescherming tegen de zon en het kan daardoor in de weekeinden erg druk zijn.

## Infrastructuur
- De luchthaven Gregorio Luperón International Airport ligt op enkele kilometers van de stad tussen Puerto Plata en Sosúa.
- In 2016 is ten westen van de stad de nieuwe aanlegsteiger voor toeristenveerboten gereedgekomen waar grote schepen kunnen aanleggen. Er werd tevens een begin gemaakt voor het verbreden en vernieuwen van de weg naar Puerto Plata.

## Sport

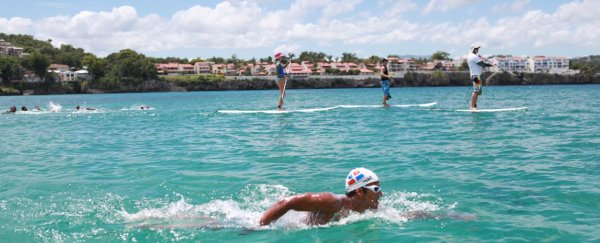
Marcos Díaz

Op 18 september 2011 zwom Marcos Díaz een record over 26 km van Sosúa naar Puerto Plata in 4 uur, 5 minuten en 35 seconden.

## Bekende inwoners van Puerto Plata

### Geboren
- Gregorio Luperón (1839-1897), president van de Dominicaanse Republiek
- Ulises Heureaux (1845-1899), president van de Dominicaanse Republiek
- Antonio Imbert Barrera (1920-2016), president van de Dominicaanse Republiek

### Overleden
- Op 6 februari 1998 overleed de Oostenrijkse artiest Falco aan hoofdverwondingen die hij had opgelopen bij een auto-ongeluk in de buurt van Puerto Plata.